# ایستگاه تنگ هفت
ایستگاه تنگ هفت یک روستا و ایستگاه راه‌آهن در ایران است که در دهستان تنگ هفت شهرستان خرم‌آباد در استان لرستان در واقع شده‌است.
این ایستگاه به‌دلیل موقعیت قرارگیری آن در صعب‌العبورترین نقطه رشته‌کوه‌های زاگرس دارای طبیعتی بکر و خشن است. این نقطه از چین‌خوردگی‌های زاگرس زیستگاه گونه‌های جانوری خاص است. سمندر لرستانی و ماهی کور نمونه‌هایی از گونه جانوری منطقه بوده که در سطح جهانی نادر هستند.

## جمعیت
ایستگاه تنگ هفت در بخش پاپی قرار دارد و براساس سرشماری مرکز آمار ایران در سال ۱۳۸۵، جمعیت آن ۴۰۸ نفر (۱۰۹ خانوار) بوده‌است.